# NGC 7077
 NGC 7077 是一個透鏡星系和藍緻密矮星系，距離地球5600萬光年，位置在星座的寶瓶座內。NGC 7077是天文學家阿爾伯特·馬爾夫在1863年8月11日發現的。這個星系躺在本地空洞內。

## 外部連結
```
 
WikiSky
上关于NGC 7077的内容：
DSS2
, 
SDSS
, 
GALEX
, 
IRAS
, 
氢α
, 
X射线
, 
天文照片
, 
天图
, 
文章和图片
```